# 12525 Kathleenloia
12525 Kathleenloia este o planetă minoră (asteroid), cu un diametru de 4,851 km, din centura de asteroizi. A fost descoperită pe 23 aprilie 1998 la Experimental Test Site⁠(d) de Lincoln Near-Earth Asteroid Research. 
Obiectul prezintă o orbită caracterizată de o semiaxă mare de 2,6718017 UAi, o excentricitate de 0,2, o înclinație de 14,13961 ° în raport cu ecliptica.